# Enguterothrix fuscipalpis
Enguterothrix fuscipalpis là một loài nhện trong họ Linyphiidae.
Loài này thuộc chi Enguterothrix. Enguterothrix fuscipalpis được J. Denis miêu tả năm 1962.